# Labeobarbus acutirostris
Labeobarbus acutirostris es una especie de peces de la familia Cyprinidae, orden Cypriniformes.
Son peces dulceacuícolas endémicos del lago Tana (Etiopía ), que pueden llegar alcanzar los 41 cm de longitud total.